# 129-та окрема важка механізована бригада (Україна)
129-та окрема важка механізована бригада (129 ОВМБр) — формування Сухопутних військ Збройних сил України. Дислокується у місті Кривий Ріг Дніпропетровської області. 

## Історія
30 серпня 2022 року до складу бригади увійшов 7-й окремий батальйон «Арей» Української добровольчої армії.
Бригада брала участь в боях на півночі правобережної Херсонщини. На початку жовтня 2022 року, воїни 129 бригади ТрО звільнили селища Архангельське та Миролюбівка у Херсонській області.
В жовтні 2022 року президент України Володимир Зеленський вручив командиру бригади бойовий прапор.
У березні 2024 року дронарі бригади у співпраці з 44 ОАБр знищили російський БМ-27 «Ураган».
У вересні 2024 року на Курщині бригада відбивала російський механізований наступ, використовуючи російські ж фортифікаційні споруди.
У 2025 році переформатована у 129-ту окрему важку механізовану бригаду.

## Структура
- Управління (штаб) бригади
- 235-й батальйон
- 236-й батальйон
- 237-й батальйон
- 238-й окремий батальйон територіальної оборони (у червні 2024 переведений до 81 ОАеМБр)[9]
- 239-й батальйон
- 248-й батальйон 
  -  ударний підрозділ «The Ravens»[10][11]
  -  батальйон «Шквал»[12]
  -  ББпС «RUGBY TEAM»[13]
- розвідувальна рота
- рота логістики
- автомобільна рота
- інженерно-саперна рота
- медична рота
- рота зв'язку

## Командування
- (2022—2023) полковник Юрій Сіньковський[14]
- (з 2023) полковник Дмитро Остапенко[15][16]

## Інциденти
22 квітня 2023 року родичі бійців бригади вийшли на мітинг у Кривому Розі через відсутність належного забезпечення військовослужбовців. З родичами спілкувався Олександр Пискун, депутат Криворізької міськради та заступник голови ГО «Рада оборони Кривого Рогу».
24 лютого 2024 року згідно директиви Головнокомандувача ЗСУ 238-й батальйон бригади було переведено до складу 81-ї ОАеМБр. Частина військовослужбовців за рішенням ВЛК була визнана непридатною до служби в ДШВ, однак їх рапорти на звільнення чи переведення не приймались. При тому, як заявляють бійці, станом з березня вони не отримували заробітну платню. Станом на 7 червня, до батальйону прибув начальник кадрової служби ДШВ. Частину переводів та звільнень було задоволено.

## Втрати

### 2022
- 29 серпня 2022 — Сергій Будько («Охотнік»), солдат. Загинув під час наступу поблизу села Іванівка на Херсонщині.[20]

### 2023
- 7 квітня 2023 — Гладуш Сергій Сергійович, старший солдат.
- 7 квітня 2023 — Носков Максим.[21]
- 7 червня 2023 — Мітакі Валерій Валерійович, солдат.
- 20 липня 2023 — Павлюк Денис («Поттер»). Загинув на Донеччині поблизу Старомайорського.[22]

### 2024
- 29 березня 2024 — Пиріг Ігор Володимирович, молодший сержант.[23]
- 5 травня 2024 — Запорожець Ігор Володимирович, молодший сержант, командир відділення. Загинув під час виконання бойового завдання у селі Старомайорське Донецької області.
- 7 травня 2024 — Бакун Анатолій, сапер. Село Мар'їнське Криворізького району.[24]
- 16 серпня 2024 — Афанасьєв Олексій. с. Суха Балка. Загинув на Сумщині.[25]
- 18 серпня 2024 — Виговський Ян. Загинув на Курщині.[26]
- 2 вересня 2024 — Фоменко Максим Володимирович. м. Кривий Ріг. 7-й окремий батальйон «Арей» УДА. Поранений біля села Борки Курської області, помер в лікарні в Сумах.[27]
- 4 листопада 2024 — Чайковський Євген Вікторович.[28]

### 2025
- 21 червня 2025 — Сергій Філімончук, 51 рік, сержант. Мобілізований в 2023 році. Загинув внаслідок ракетного удару, який армія РФ завдала по місту Сумах[29].